# Anse La Galissonnière
Pour les articles homonymes, voir La Galissonnière.
L'anse La Galissonnière est un plan d'eau douce dans la partie nord-est du lac Albanel, dans le territoire de Eeyou Istchee Baie-James (municipalité), dans la région administrative de la Nord-du-Québec, dans la province de Québec, au Canada.
La rive sud de l'anse La Galissonnière constitue la limite Nord de la réserve faunique des Lacs-Albanel-Mistassini-et-Waconichi. La rive nord  de cette anse constitue la limite Sud de la réserve de Mistassini.
La foresterie constitue la principale activité économique de cette zone; les activités récréotouristiques, en second. La vallée de la rivière Témiscamie est desservie par quelques routes forestières se reliant à la route 167 (sens nord-sud) qui passe entre la rivière Témiscamie et le lac Albanel.
La surface de l'Anse La Galissonnière est habituellement gelée de la mi-novembre à la fin avril, toutefois la circulation sécuritaire sur la glace se fait généralement du début décembre à la fin de mars. Cette anse constitue un refuge pour la navigation en cas de fort vent.

## Géographie
Les bassins versants voisins de l'Anse La Galissonnière sont :
- côté nord : lac Clairy, rivière Takwa, rivière Chéno, rivière Kapaquatche, rivière des Cinq Outardes, lac Guérinet, rivière Pépeshquasati ;
- côté est : rivière Témiscamie, rivière Perdue (rivière Témiscamie), lac Coursay, lac Témiscamie, Petit lac Témiscamie ;
- côté sud : rivière Témiscamie, lac Tournemine, lac Cosnier, lac Montcevelle, lac à l'Eau Froide (rivière Témiscamie), rivière Mistassini ;
- côté ouest : lac Albanel, lac Mistassini.

Comportant 16 îles, l'anse La Galissonnière ressemble à un triangle difforme ouvert vers l'ouest et comporte une longueur de 11,6 km. Sa rive nord  est caractérisée par une plaine comportant des zones de marais, de lacs et de fondrière à filaments (côté Nord-Est); la rive sud comporte une montagne dont le sommet atteint 533 m à 2,4 km du lac. L'anse La Galissonnière comporte les caractéristiques suivantes :
- une presqu'île en forme de Z rattachée à la rive nord  s'étire vers le sud sur 4,4 km; cette presqu'île constitue la rive sud de la Baie des Trembles Courbés (rattachée au lac Albanel) laquelle s'étend sur 3,0 km vers du nord-est;
- une autre presqu'île rattachée à la rive nord  s'étirant sur 1,7 km vers le Sud, soit face à une autre presqu'île émanant de la rive sud, créant une passe d'une largeur de 0,7 km;
- une baie s'étirant sur 1,3 km vers le nord, recueillant la décharge (venant du nord) de quelques lacs non identifiés;
- une baie s'étirant sur 1,3 km vers l'est, recueillant la décharge (venant du nord) de quelques lacs non identifiés;
- une baie s'étirant sur 3,6 km vers le Sud, adossée du côté Est à une presqu'île s'étirant sur 2,8 km vers le nord laquelle barre la sortie de l'anse; le fond de cette dernière baie recueille un ruisseau (venant de l'ouest) et la décharge (venant de l'Est) de quelques lacs non identifiés.

L'entrée de l'Anse La Galissonnière comporte une largeur de 2,6 km entre la presqu'île venant du nord et l'autre presqu'île venant du Sud. Le milieu de cette entrée est situé à:
- 8,7 km au sud-est du lac Mistassini ;
- 69,0 km au nord-est de l'embouchure du lac Mistassini (confluence avec la rivière Rupert) ;
- 119,6 km au nord-est du centre du village de Mistissini (municipalité de village cri) ;
- 186 km au nord-est du centre-ville de Chibougamau ;
- 452 km au nord-ouest de l'embouchure de la rivière Rupert (confluence avec la baie de Rupert à Waskaganish (municipalité de village cri))[1].

À partir de l'embouchure de l'anse La Galissonnière, le courant coule selon les segments suivants :
- 28,6 km vers du sud-Ouest en traversant le lac Albanel, jusqu'à la passe entre la péninsule Du Dauphin (côté Nord-Est) et la péninsule du Fort-Dorval (côté Sud-Ouest) ;
- 7,1 km vers le nord-ouest en traversant cette dernière passe, jusqu'à la rive est du lac Mistassini ;
- 48,9 km d'abord vers le nord pour contourner l'île Tchapahipane, puis vers du sud-Ouest en traversant le lac Mistassini jusqu'à l'embouchure du lac Mistassini (située sur la rive Ouest). Finalement, le courant emprunte vers l'ouest le cours de la rivière Rupert, jusqu'à la baie de Rupert.

## Toponymie
Le toponyme « baie La Galissonnière » a été adopté en 1948 par la Commission de géographie du Québec. Ce toponyme évoque l'œuvre de vie de l'officier de marine Roland-Michel Barrin, marquis de La Galissonière ou de La Galissonnière (Rochefort, France, 1693 - Monterau, France, 1756). Barrin exerça pendant 36 ans comme officier de marine; en 1747, il occupa la fonction de commandant général par intérim de la Nouvelle-France. En 1749, ayant pour but de délimiter l'Acadie, il envoie un détachement à la rivière Saint-Jean pour bloquer l'expansion anglaise. De plus, il préconise une politique de peuplement en favorisant le déplacement de plusieurs milliers d'Acadiens de Nouvelle-Écosse pour les réinstaller dans d'autres possessions françaises d'Acadie comme l'île Royale, l'île Saint-Jean et l'actuel Nouveau-Brunswick,,.
Le toponyme "Anse La Galissonnière " a été officialisé le 5 décembre 1968 par la Commission de toponymie du Québec, soit à la création de cet organisme.